# تاراموندي
بلدية تاراموندي (بالإسبانية: Taramundi) هي بلدية تقع في منطقة أستورياس شمال غرب إسبانيا.

## الديموغرافيا
بلغ عدد سكان بلدية تاراموندي 732 نسمة عام 2011 (وفقاً للمعهد الوطني للإحصاء الإسباني).
| 975 | 932 | 875 | 828 | 775 | 739 | 732 |

## معرض صور

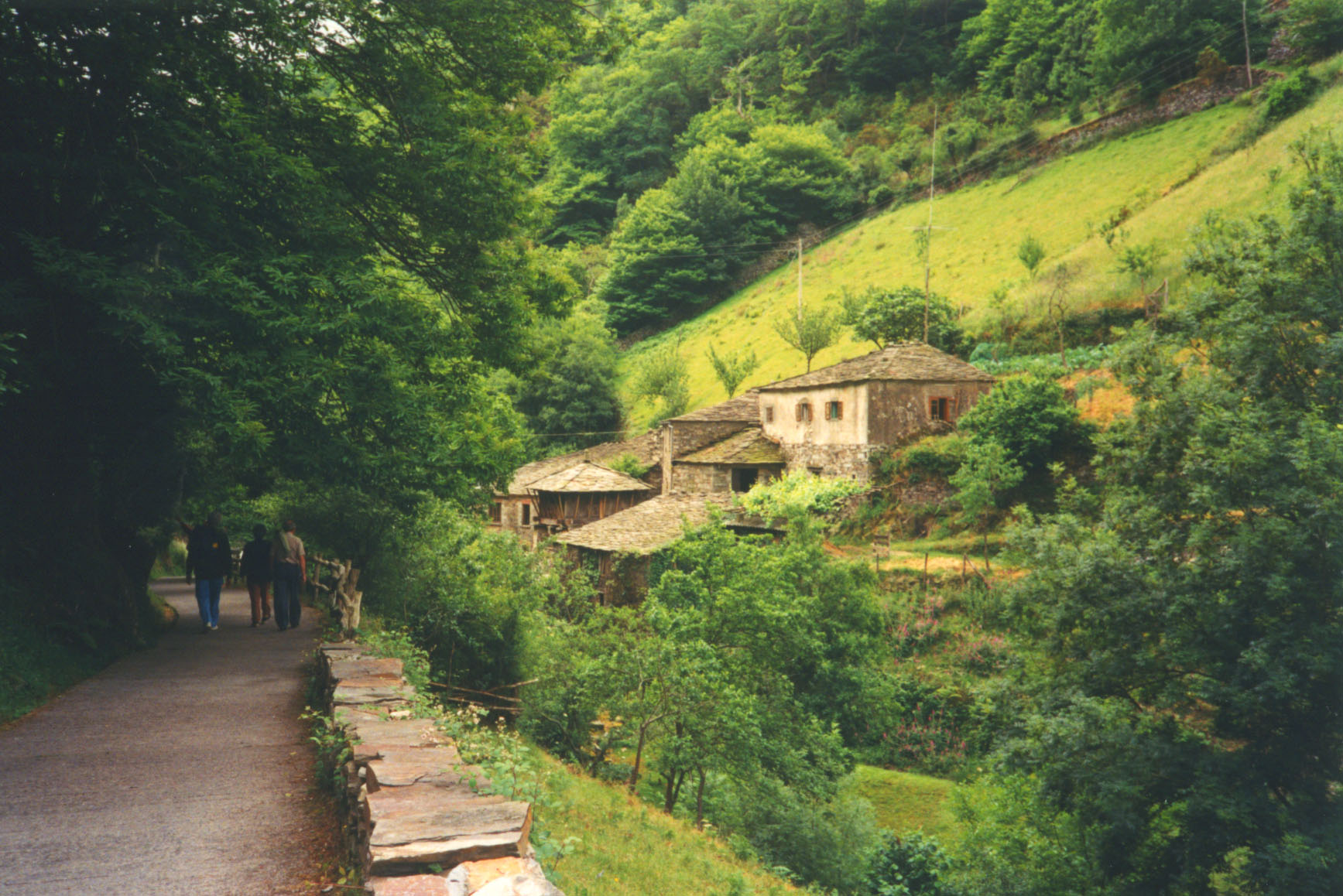
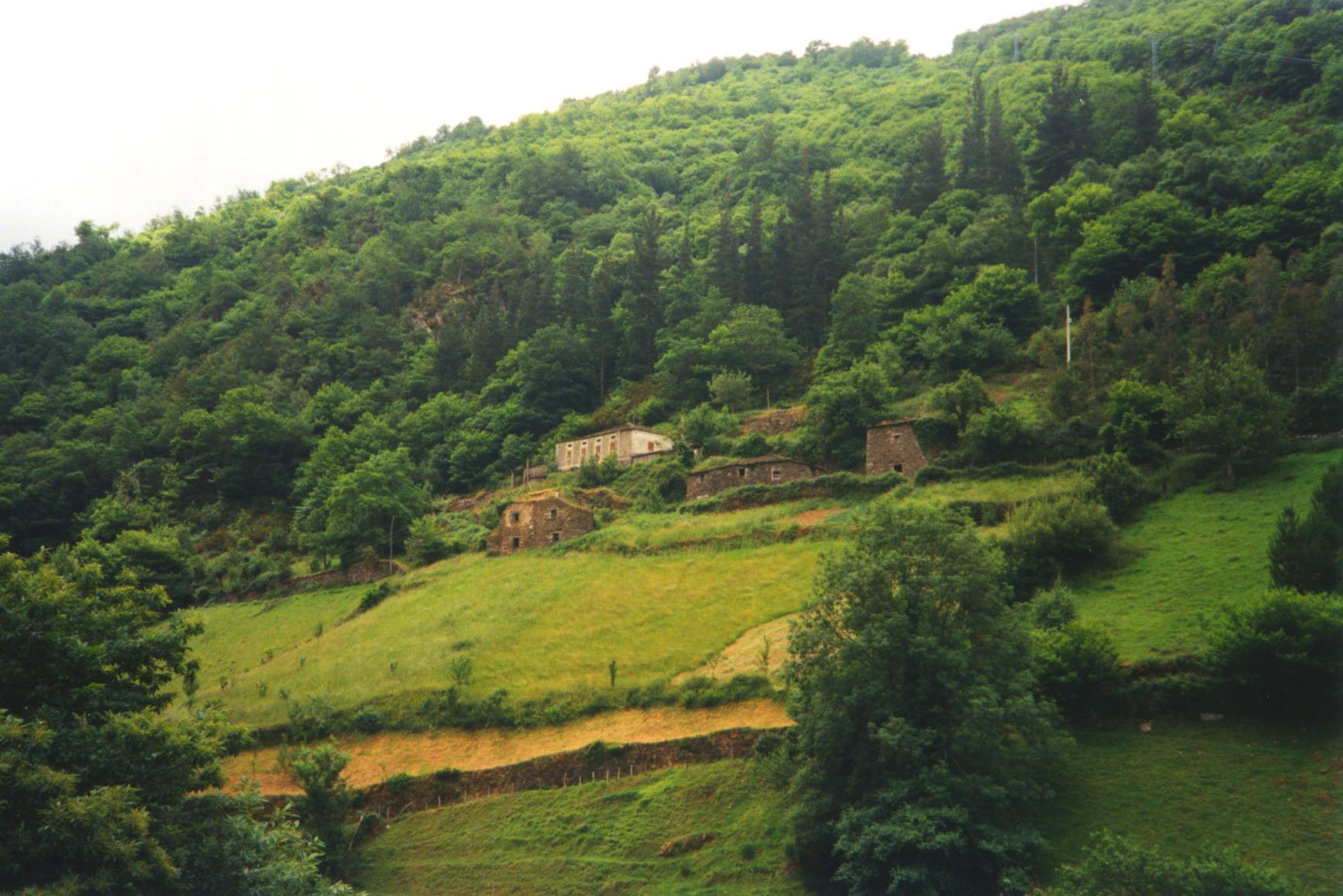
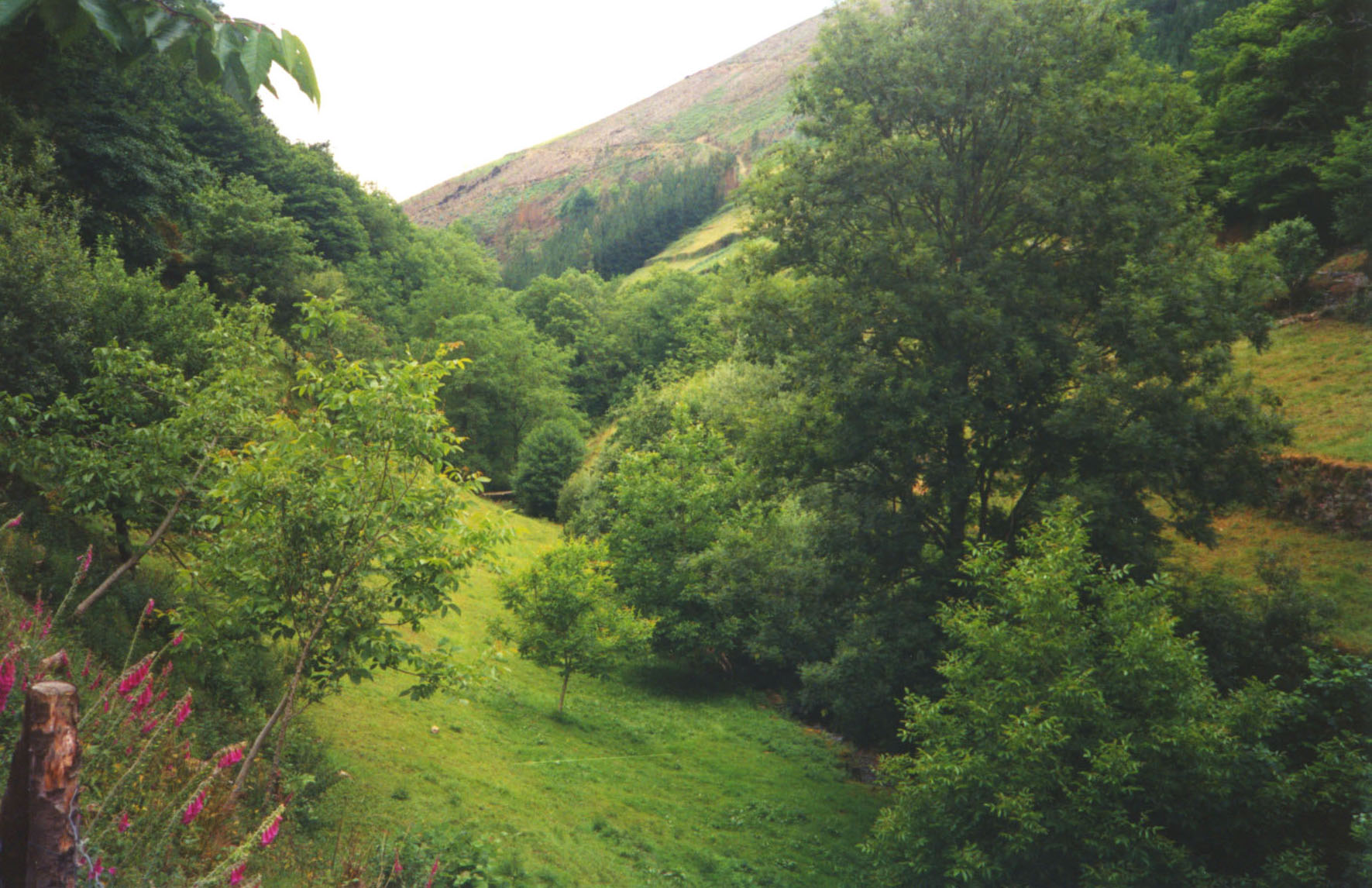